# 奥山裕次
奥山 裕次（おくやま ゆうじ、1978年1月24日 - ）は日本のボーカリスト、作詞家、作曲家であり、デュオ「サスケ」のメンバーである。ボーカル・ギター担当である。曲によってピアニカを演奏することもある。一部の楽曲の作詞・作曲を行っている。
埼玉県入間郡出身である。

## 来歴
- 2000年4月2日 北清水雄太とフォークデュオとして、サスケを結成。
- 2008年1月18日 サスケ解散発表。
- 2014年 サスケでの再結成した[3]。
- 競泳の瀬戸大也、PASPPO☆の根岸愛と共に、サスケとして埼玉県毛呂山町の観光大使を2015年より勤めている。
- 2017年7月より配信番組「 でシャバり奥山」をスタートした。

## 出演

### 配信番組
- でシャバり奥山（2017年7月 - ）